# Porotheleaceae
Porotheleaceae is een botanische naam van een familie van schimmels. De familie werd in de literatuur informeel aangehaald als de 'hydropoïde' clade. Het typegeslacht Porotheleum werd in 2002 in de fylogenetisch gedefinieerde clade geplaatst, maar de clade werd sterker ondersteund in 2006, maar zonder Porotheleum op te nemen. De zustergroep is de Cyphellaceae, beide in de 'marasmioid clade'. Sommige opgenomen taxa worden gekweekt door mieren. Meer recentelijk werd de familie herkend in drie onderzoeken waarin Porotheleum was opgenomen.

## Geslacht
- Chrysomycena
- Clitocybula
- Gerronema
- Hydropus
- Leucoinocybe
- Megacollybia
- Porotheleum
- Pulverulina